# 平壤製藥廠
平壤製藥廠是位於朝鮮民主主義人民共和國平壤市內的製藥廠，建立於1946年6月份，也是朝鮮北部地區最早期的製藥工廠之一。